# Fuat Toptani
Fuat Toptani też jako: Fuat bej Toptani (ur. 1863 w Tiranie, data śmierci nieznana) – albański polityk i urzędnik państwowy, burmistrz Tirany w latach 1925-1927.

## Życiorys
Pochodził z jedne z najzamożniejszych rodzin w Albanii, był synem Adema i Qamile. Uczył się w szkole w Tiranie, a następnie w osmańskiej szkole wojskowej w Monastirze. W okresie rządów osmańskich od 1884 zasiadał we władzach Tirany. W 1897 stał na czele Izby Handlowo-Rolnej w Tiranie (był jej pierwszym przewodniczącym). Pod koniec XIX w. współpracował z wywiadem austro-węgierskim, dzięki którem przemycał podręczniki języka albańskiego do Tirany. Był jednym z autorów listu wysłanego 12 listopada 1912 z Durrësu do władcy Austro-Węgier Franciszka Józefa I z prośbą o wsparcie dla niepodległościowych działań Albańczyków. 
W 1913 wziął udział w kongresie albańskich działaczy narodowych w Trieście. W 1918 należał do grona organizatorów kongresu w Tiranie, a następnie kongresu w Lushnji w 1920, który doprowadził do odnowienia państwowości albańskiej. W 1925 objął stanowisko burmistrza Tirany.
W 1927 współpracował z włoskim przedsiębiorstwem energetycznym SITA.
Imię Fuata Toptaniego nosi jedna z ulic w południowo-wschodniej części Tirany.